# Fulica

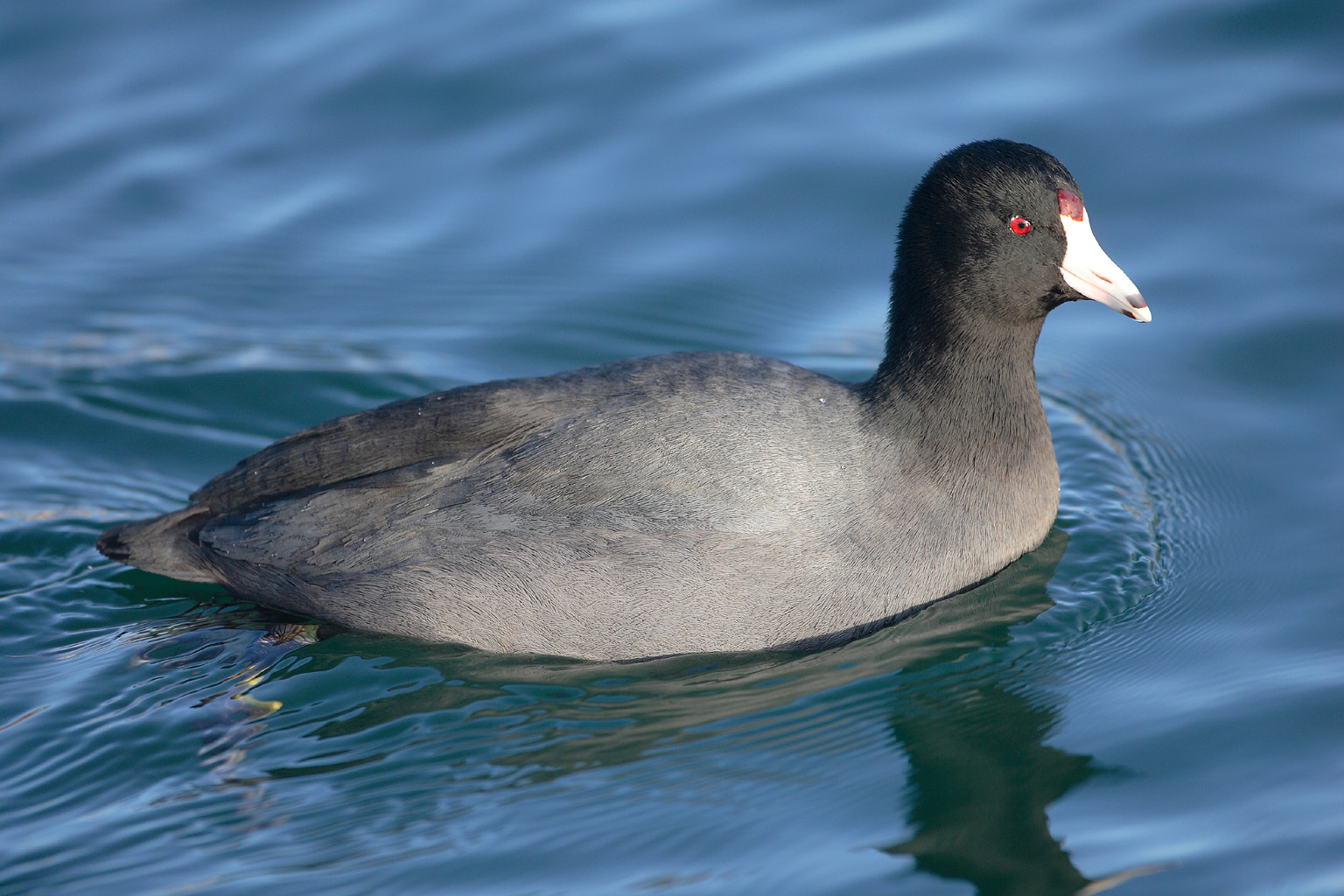
Focha americana.

Fulica es un género de aves gruiformes de la familia Rallidae conocidas vulgarmente como fochas, taguas o gallaretas. La mayor variedad de especies está en América del Sur, y es probable que el género se haya originado allí.

## Características
Son todas predominantemente negras en cuanto al plumaje, son normalmente fáciles de ver, nadan en aguas abiertas y son propias de lugares con vegetación palustre o cañaverales en el trópico.
Tienen escudos frontales prominentes u otra decoración en la frente, y las maxilas coloreadas, y muchas especies, aunque no todas, tienen blanco en la parte inferior de la cola. Tienen los dedos de los pies con lobulados.
Tienen alas cortas, redondeadas y son voladores mediocres, aunque las especies norteñas son no obstante capaces de cubrir grandes distancias; la gallareta americana ha sido localizada en Gran Bretaña e Irlanda en raras ocasiones. Esas especies que emigran lo hacen por la noche.
Pueden caminar y pueden correr vigorosamente con sus fuertes piernas, y en las patas tienen dedos largos que se adaptan bien a las superficies suaves, desiguales, aunque son fáciles para corretear.
Estos pájaros son omnívoros. Comen plantas acuáticas principalmente, pero también animales pequeños y huevos. Son agresivas y territoriales durante la estación de la cría, pero se encuentran por otra parte a menudo en bandadas regulares en lagos con vegetación, poco profundos.

## Clasificación
El género Fulica incluye 11 especies actuales y dos extintas:
- Fulica alai - focha hawaiana.
- Fulica americana - focha americana.
- Fulica ardesiaca - focha andina.
- Fulica armillata - focha de ligas.
- Fulica atra - focha común.
- Fulica caribaea - focha caribeña.
- Fulica cornuta -  focha cornuda.
- Fulica cristata - focha moruna.
- Fulica gigantea - focha  gigante.
- Fulica leucoptera - focha aliblanca.
- Fulica montanei - †
- Fulica newtoni † - focha mascareña.
- Fulica rufifrons - focha frentirroja.